# Takenokoshi Shigemaru
Takenokoshi Shigemaru (15 tháng 2 năm 1906 - 6 tháng 10 năm 1980) là một cầu thủ bóng đá người Nhật Bản.

## Đội tuyển bóng đá quốc gia Nhật Bản
Takenokoshi Shigemaru thi đấu cho Nhật Bản từ năm 1925 đến 1930.

## Thống kê sự nghiệp
| Đội tuyển bóng đá Nhật Bản | Đội tuyển bóng đá Nhật Bản | Đội tuyển bóng đá Nhật Bản |
| Năm                        | Trận                       | Bàn                        |
| -------------------------- | -------------------------- | -------------------------- |
| 1925                       | 1                          | 0                          |
| 1926                       | 0                          | 0                          |
| 1927                       | 2                          | 1                          |
| 1928                       | 0                          | 0                          |
| 1929                       | 0                          | 0                          |
| 1930                       | 2                          | 0                          |
| Tổng cộng                  | 5                          | 1                          |